# Desastres em 1916
Nesta página encontrará referências aos desastres ocorridos durante o ano de 1916.

## Março
- 6 de março - O transatlântico espanhol Príncipe de Astúrias bateu em um rochedo na Ponta de Pirabura, na costa de Ilhabela (SP), e afundou. Das cerca de mil pessoas que estavam a bordo, 470 morreram.

## Maio
- 31 de Maio - Naufrágio a 30 milhas da ilha Graciosa, da chalupa francesa “Saint Louis”, de 320 toneladas e com um carregamento de sal destinado à Terra Nova.

## Novembro
- 21 de novembro - O navio transatlântico HMHS Britannic, afunda-se após uma explosão interna causada por um alemão.[1]